# AGS JH23
O JH23/JH23B é o modelo da AGS das temporadas de 1988 e 1989 da Fórmula 1. Condutores do JH23: Philippe Streiff e do JH23B: Joachim Winkelhock, Gabriele Tarquini e Yannick Dalmas.

## Resultados[1][2]
(legenda)
| Ano  | Chassi | Motor                | Pneus | N° | Pilotos            | 1   | 2   | 3   | 4   | 5   | 6   | 7   | 8   | 9   | 10  | 11  | 12  | 13  | 14  | 15  | 16  | Pontos | Posição  |  |
| ---- | ------ | -------------------- | ----- | -- | ------------------ | --- | --- | --- | --- | --- | --- | --- | --- | --- | --- | --- | --- | --- | --- | --- | --- | ------ | -------- |  |
|      |        |                      |       |    |                    |     |     |     |     |     |     |     |     |     |     |     |     |     |     |     |     |        |          |  |
|      |        |                      |       |    |                    | BRA | SMR | MON | MEX | CAN | USE | FRA | GBR | GER | HUN | BEL | ITA | POR | ESP | JAP | AUS |        |          |  |
| 1988 | JH23   | Ford Cosworth DFZ V8 | G     | 14 | Philippe Streiff   | Ret | 10  | Ret | 12  | Ret | Ret | Ret | Ret | Ret | Ret | 10  | Ret | 9   | Ret | 8   | 11† | 0      | NC (13º) |  |
|      |        |                      |       |    |                    |     |     |     |     |     |     |     |     |     |     |     |     |     |     |     |     |        |          |  |
|      |        |                      |       |    |                    | BRA | SMR | MON | MEX | USA | CAN | FRA | GBR | GER | HUN | BEL | ITA | POR | ESP | JAP | AUS |        |          |  |
| 1989 | JH23B  | Ford Cosworth DFR V8 | G     | 40 | Gabriele Tarquini  |     | 8   | Ret | 6   | 7†  | Ret | Ret |     | NPQ |     |     |     |     |     |     |     | 1      | 15º      |  |
| 1989 | JH23B  | Ford Cosworth DFR V8 | G     | 41 | Joachim Winkelhock | NPQ | NPQ | NPQ | NPQ | NPQ | NPQ | NPQ |     |     |     |     |     |     |     |     |     | 1      | 15º      |  |
| 1989 | JH23B  | Ford Cosworth DFR V8 | G     | 41 | Yannick Dalmas     |     |     |     |     |     |     |     | NPQ | NPQ | NPQ |     |     |     |     |     |     | 1      | 15º      |  |

† Completou mais de 90% da distância da corrida.
↑1  Utilizou o JH24 nos GPs: Grã-Bretanha, Hungria, Bélgica (apenas Tarquini) e Itália, Portugal, Espanha, Japão e Austrália tanto por Tarquini e Dalmas.